# Urząd Morski w Szczecinie
Urząd Morski w Szczecinie – jeden z dwóch urzędów morskich w Polsce, będący terenowym organem administracji morskiej obejmujący obszarem działania porty wodne, przystanie morskie i pas nadbrzeżny zachodniego wybrzeża Rzeczypospolitej Polskiej.

## Informacje ogólne
Obecnie terytorialny zasięg kompetencji Urzędu Morskiego w Szczecinie obejmuje odcinek wybrzeża morskiego w granicach miasta Świnoujście, powiatów: kamieńskiego, gryfickiego, kołobrzeskiego, koszalińskiego, sławieńskiego, słupskiego (do Ustki) oraz akweny morza terytorialnego i polskiej wyłącznej strefy ekonomicznej Morza Bałtyckiego w granicach południków wyznaczających powyższy odcinek wybrzeża oraz część Zalewu Szczecińskiego w granicach miasta Szczecin oraz powiatu polickiego.
Siedzibą urzędu jest budynek przy pl. Stefana Batorego 4 w Szczecinie.

## Administracja
Urząd zarządza piętnastoma portami morskimi: Szczecin, Świnoujście, Darłowo, Dziwnów, Dźwirzyno, Kamień Pomorski, Kołobrzeg, Lubin, Mrzeżyno, Nowe Warpno, Police, Stepnica, Trzebież, Wapnica, Wolin, ośmioma przystaniami morskimi w miejscowościach: Międzyzdroje, Rewal, Niechorze, Chłopy, Dąbki, Jarosławiec, Unieście, Ustronie Morskie oraz administruje siedmioma latarniami morskimi: Świnoujście, Kikut, Niechorze, Kołobrzeg, Gąski, Darłowo, Jarosławiec. 

### Placówki terenowe – Obwody Ochrony Wybrzeża
W skład Inspektoratu Ochrony Wybrzeża UMS wchodzi pięć Obwodów Ochrony Wybrzeża:
- OOW-I Międzyzdroje (Obchody: Świnoujście, Międzyzdroje, Międzywodzie, Dziwnów, Karsibór)
- OOW-II Niechorze (Obchody: Pobierowo, Niechorze, Mrzeżyno, Rogowo)
- OOW-III Wolin (Obchody: Wolin, Kamień Pomorski, Stepnica)
- OOW-IV Nowe Warpno (Obchody: Nowe Warpno, Trzebież)
- OOW-V Kanał Piastowski z siedzibą w Świnoujściu.

## Historia
Urząd Morski w Szczecinie utworzony został 1 stycznia 1948 roku, po czym z mocą wsteczną w kwietniu przemianowany został na Szczeciński Urząd Morski. Terytorialny zakres działania obejmował morskie porty handlowe, morze przybrzeżne i pas nadbrzeżny w granicach województwa szczecińskiego. Zarządzeniem z 21 marca 1955 roku pozostawiono Szczeciński Urząd Morski, lecz jego zakres terytorialny zmniejszył się z uwagi na powstanie Koszalińskiego Urzędu Morskiego. 